# Pont de la Raie des Moutelles
Le pont de la Raie des Moutelles est un pont en pierre enjambant la Raie des Moutelles, un ruisseau séparant les communes de Dole et Crissey, dans le département français du Jura. 

## Description
Construit au XIXe siècle, le pont repose sur trois arches. Il enjambe le ruisseau de la Raie des Moutelles, un ancien canal de dérivation des eaux du moulin.
Il a été inscrit aux monuments historiques par arrêté du 17 juillet 2003,.
En 2016, sa restauration était à l'étude pour réparer les dégradations subies par ses parapets au passage d'engins agricoles.